# Carneades superba
Carneades superba är en skalbaggsart som beskrevs av Bates 1869. Carneades superba ingår i släktet Carneades och familjen långhorningar.
Artens utbredningsområde är:
- Costa Rica.
- Honduras.
- Nicaragua.
- Panama.

Inga underarter finns listade.